# Leptocircini
Los leptocircinos (Leptocircini, anteriormente Graphiini) son una tribu de lepidópteros ditrisios de la familia Papilionidae que incluye 144 especies dentro de nueve géneros que se distribuyen por todo el mundo. El género Eurytides es de distribución neotropical, con dos especies en el Neártico. Protographium es neotropical, con una especie neártica.

## Géneros
- Eurytides
- Graphium
- Iphiclides
- Lamproptera
- Meandrusa
- Mimoides
- Protesilaus
- Protographium
- Teinopalpus